# Anii 2000 în film
- Anii 1990 în cinematografie — Anii 2000 în cinematografie — Anii 2010 în cinematografie

În anii 2000 au avut loc mai multe evenimente în industria filmului:

## Filme
Memento, regizat de Christopher Nolan, este considerat unul dintre cele mai bune filme ale anilor 2000.
Aceasta este o listă incompletă de filme produse în anii 2000:
- 2000 - In the Mood for Love, Yi Yi: A One and a Two, Platform, Memento, Gladiator
- 2001 - Mulholland Drive, The Royal Tenenbaums, The Lord of the Rings: The Fellowship of the Ring, A Beautiful Mind, Spirited Away, A.I. Artificial Intelligence
- 2002 - City of God, Talk to Her, Punch-Drunk Love, The Lord of the Rings: The Two Towers, Spider-Man, The Pianist, Callas Forever
- 2003 - Oldboy, The Lord of the Rings: The Return of the King, Pirates of the Caribbean: The Curse of the Black Pearl, Finding Nemo,  Lost in Translation, Elephant
- 2004 - Eternal Sunshine of the Spotless Mind, Million Dollar Baby, Tropical Malady, The Passion of the Christ, Downfall, Shark Tale
- 2005 - Caché, The New World, The Death of Mr. Lazarescu, A History of Violence, Walk the Line, Star Wars: Episode III - Revenge of the Sith
- 2006 - Pan's Labyrinth, The Departed, The Lives of Others, The Prestige, Casino Royale
- 2007 - 300, There Will Be Blood, Into the Wild, No Country for Old Men, The Bourne Ultimatum
- 2008 - The Dark Knight, WALL-E, Gran Torino, Slumdog Millionaire, The Wrestler, Indiana Jones and the Kingdom of the Crystal Skull
- 2009 - Inglourious Basterds, Up, The Secret in Their Eyes, Mary and Max, District 9, Avatar, The Hurt Locker

## Nașteri
2000:

## Decese
2000: